# 劳伊瑙·翁德拉什
劳伊瑙·翁德拉什（匈牙利語：Rajna András，1960年9月3日—），匈牙利男子皮划艇运动员。他曾代表匈牙利参加1988年、1992年和1996年夏季奥林匹克运动会皮划艇比赛，获得一枚银牌。